# Mark Heap
Mark Heap, né le 13 mai 1957 à Kodaikanal, est un acteur britannique.

## Biographie
Né en Inde, Mark Heap fait d'abord du théâtre de rue comme membre du duo comique The Two Marks qui remporte en 1987 le Time Out Street Entertainer of the Year Award. Il fait ensuite de nombreuses apparitions dans des séries télévisées et se fait connaître avec ses sketches dans Big Train (1998-2002) et son rôle récurrent dans Les Allumés (1999-2001). Il tient ensuite plusieurs rôles récurrents dans des séries télévisées, notamment Green Wing (2004-2006), Lark Rise to Candleford (2008-2011) et Spy (2012).

## Filmographie

### Cinéma
- 2002 : Pour un garçon : le professeur de mathématiques
- 2004 : Calcium Kid : Sebastian Gore-Brown
- 2005 : Charlie et la Chocolaterie : l'homme avec le chien
- 2005 : Animal : Hugh Getner
- 2006 : Scoop : MC
- 2007 : Stardust, le mystère de l'étoile : Tertius
- 2013 : Le Dernier Pub avant la fin du monde : le patron du septième pub
- 2022 : L'École du Bien et du Mal (The School for Good and Evil) de Paul Feig

### Télévision
- 1994 : The Bill (série télévisée, saison 10 épisode 119) : Chris Boxer
- 1998-2002 : Big Train (série télévisée, 12 épisodes) : rôles divers (sketches)
- 1998-1999 : How Do You Want Me?: Derek
- 1999-2001 : Les Allumés (série télévisée, 14 épisodes) : Brian Topp
- 2004 : Inspecteurs associés (série télévisée, saison 8 épisode 2) : Julian Finch
- 2004-2006 : Green Wing (série télévisée, 18 épisodes) : Dr Alan Statham
- 2007 : Hôtel Babylon (série télévisée, saison 2 épisode 4) : Robert Kane
- 2007 : Miss Marple (série télévisée, saison 3 épisode 1) : M. Humfries
- 2008 : Skins (série télévisée, saison 2 épisode 10) : Graham Miles
- 2008 : Love Soup (série télévisée, 5 épisodes) : Douglas McVitie
- 2008 : No Heroics (série télévisée, saison 1 épisode 4) : Lightkiller
- 2008-2011 : Lark Rise to Candleford (série télévisée, 37 épisodes) : Thomas Brown
- 2011 : Misfits (série télévisée, saison 3 épisode 8) : Jonas
- 2012 : Spy (série télévisée, 11 épisodes) : Philip
- 2013 : Inspecteur Barnaby (série télévisée, saison 16 épisode 1) : Simon Fergus-Johnson
- 2014 : Meurtres au paradis (série télévisée, saison 3 épisode 6) : Alec Burton
- 2016 : Les Enquêtes de Morse (série télévisée, saison 3 épisode 4) : Felix Lorimer
- 2016 : Upstart Crow : Robert Greene